# 顺庆府

顺庆府在四川省的位置（1820年）

顺庆府，南宋时设置的府，属潼川府路，元朝属四川行省，明、清因之。民國二年（1913年）废。
宝庆三年（1227年）升梁州置，治所在南充县（今南充市，淳祐九年迁青居山，元还旧治）。元朝至元四年（1267年）改置东川路，至元十五年复为府，二十年升为路。明朝洪武中，复为府。辖境相当今四川省南充、西充、仪陇、蓬安、营山、渠县、岳池、邻水、大竹等州县地。

## 宋代的順慶府
順慶府，本果州南充郡，寶慶三年，以宋理宗 初潛之地，升府，隸劍南東路。端平三年，兵亂。淳祐九年，徙治青居山。領縣三：南充縣、西充縣、流溪縣

## 元代的順慶府
元至元四年置東川路，後改東川府，十五年復曰順慶府，又升為順慶路，屬四川行省。
元中統元年，立征南都元帥府。至元四年，置東川路統軍司，後改東川府。十五年，復為順慶府。二十年，升為順慶路，設錄事司。領司一、縣二、 府一、州二。府領二縣，州領五縣。
- 錄事司縣二:

1. 南充縣。至元二十年，併漢初縣入。
2. 西充縣。至元二十年，併流溪縣入。

- 府一：廣安府，至元二十年，升為廣安府。舊領渠江縣、岳池縣、和溪縣、新明縣四縣，後併和溪縣、新明縣入岳池縣。領縣：渠江縣、岳池縣。
- 州二：

1. 蓬州。元初立宣撫都元帥府，後罷。至元二十年，立蓬州路總管府，後復為蓬州。領三縣：
  1. 相如縣，至元二十年，以金城寨入。
  2. 營山縣，至元二十年，併良山縣入。
  3. 儀隴縣。至元二十年，併蓬池縣、伏虞縣入。
2. 渠州，元至元十一年，立渠州安撫司。二十年，罷安撫司，以渠州為散郡。領二縣：
  1. 流江縣　
  2. 大竹縣。至元二十年，併鄰山縣、鄰水縣入。

## 明代的順慶府
元代的順慶路在洪武四年（1371年）分為順慶府和廣安府，西北南充縣、西充縣及蓬州(轄營山縣、儀隴縣)屬順慶府，東部渠江縣、岳池縣和渠州（轄大竹縣）屬廣安府。洪武九年（1376年）四月，廣安府降為順慶府屬州，渠州則降為縣，與大竹、岳池、渠江三縣一起為廣安州下屬縣。此時順慶府的管轄範圍與元末順慶路基本一致。洪武十年（1377年）五月戊寅，因戶糧不及數，西充縣、營山縣、儀隴縣、渠江縣4縣被廢，前3縣洪武十三年（1340年）十一月庚戌復置。成化元年分大竹縣復設鄰水縣。成化元年以後，順慶府有2直轄縣、2州、6州轄縣。
- 蓬州：元末為順慶路屬州，領相如縣（附郭）、營山縣、儀隴縣三縣。洪武四年為順慶府屬州，省相如縣入州。洪武十年五月營山、儀隴俱廢，十三年十一月復置。
- 廣安州：元順慶路廣安府，洪武四年為廣安府，直隸四川行省，領渠江縣（附郭）、岳池縣，渠州和渠州屬下的大竹縣。九年四月甲午改廣安府為州，渠州為縣，隸順慶府[5]，州為順慶府屬州，渠縣、大竹縣歸本州，十年五月戊寅省渠江縣入州。成化元年七月新增鄰水縣，此後州共領岳池縣、渠縣、大竹縣、鄰水縣4縣。

## 清代的順慶府
- 清初因明代，領州二縣八。
- 康熙七年（1668年）裁岳池縣歸併廣安州，領州二縣七。
- 康熙六十年（1721年）復置岳池縣，仍領州二縣八。
- 嘉慶十九年（1814年）以渠縣、大竹縣往屬綏定府，後轄縣六州二，稱為順慶八屬（南充縣、西充縣、蓬州、營山縣、儀隴縣、廣安州、鄰水縣、岳池縣）

## 延伸阅读
[在维基数据编辑]
 《欽定古今圖書集成·方輿彙編·職方典·順慶府部》，出自陈梦雷《古今圖書集成》